# Being Erica – Alles auf Anfang/Episodenliste
Diese Episodenliste enthält alle Episoden der kanadischen Dramaserie Being Erica – Alles auf Anfang, sortiert nach der kanadischen Erstausstrahlung auf dem Sender CBC Television. Zwischen 2008 und 2011 entstanden in vier Staffeln 49 Episoden mit einer Länge von jeweils etwa 42 Minuten.

## Übersicht
| Staffel | Episodenanzahl | Erstausstrahlung Kanada | Erstausstrahlung Kanada | Deutschsprachige Erstausstrahlung | Deutschsprachige Erstausstrahlung |
| Staffel | Episodenanzahl | Staffelpremiere         | Staffelfinale           | Staffelpremiere                   | Staffelfinale                     |
| ------- | -------------- | ----------------------- | ----------------------- | --------------------------------- | --------------------------------- |
| 1       | 13             | 5. Januar 2009          | 1. April 2009           | 6. Januar 2011                    | 3. April 2011                     |
| 2       | 12             | 22. September 2009      | 8. Dezember 2009        | 10. April 2011                    | 3. Juli 2011                      |
| 3       | 13             | 21. September 2010      | 15. Dezember 2010       | 10. Juli 2011                     | 2. Oktober 2011                   |
| 4       | 11             | 26. September 2011      | 12. Dezember 2011       |                                   |                                   |

## Staffel 1
Die Erstausstrahlung der ersten Staffel war vom 5. Januar bis zum 1. April 2009 auf dem kanadischen Sender CBC zu sehen. Die deutschsprachige Erstausstrahlung sendete der deutsche Free-TV-Sender ZDFneo vom 6. Januar bis zum 3. April 2011.
| Nr. (ges.) | Nr. (St.) | Deutscher Titel                         | Originaltitel            | Erstausstrahlung Kanada | Deutschsprachige Erstausstrahlung (D) | Regie                    | Drehbuch                                   |
| ---------- | --------- | --------------------------------------- | ------------------------ | ----------------------- | ------------------------------------- | ------------------------ | ------------------------------------------ |
| 1          | 1         | Dr. Tom                                 | Dr. Tom                  | 5. Jan. 2009            | 6. Jan. 2011                          | Holly Dale               | Jana Sinyor                                |
| 2          | 2         | Ich bin, was ich bin                    | What I Am Is What I Am   | 12. Jan. 2009           | 13. Jan. 2011                         | Chris Grismer            | Aaron Martin                               |
| 3          | 3         | Andere Mütter haben auch schöne Töchter | Plenty of Fish           | 19. Jan. 2009           | 20. Jan. 2011                         | Chris Grismer            | Jana Sinyor                                |
| 4          | 4         | Geheimnis der Gegenwart                 | The Secret of Now        | 26. Jan. 2009           | 27. Jan. 2011                         | Peter Wellington         | James Hurst                                |
| 5          | 5         | Partyfieber                             | Adultescence             | 2. Feb. 2009            | 3. Feb. 2011                          | Kelly Makin              | Daegan Fryklind                            |
| 6          | 6         | Drum prüfe, wer sich ewig bindet        | Til Death                | 11. Feb. 2009           | 10. Feb. 2011                         | Jeff Woolnough           | Handlung: Wil Zmak Schauspiel: Jana Sinyor |
| 7          | 7         | Ein perfekter Tag                       | Such a Perfect Day       | 18. Feb. 2009           | 17. Feb. 2011                         | Ron Murphy & Mary Murphy | Michael MacLennan                          |
| 8          | 8         | Familienfehde                           | This Be the Verse        | 25. Feb. 2009           | 24. Feb. 2011                         | David Wharnsby           | Daegan Fryklind                            |
| 9          | 9         | Spiel mit dem Feuer                     | Everything She Wants     | 4. März 2009            | 3. März 2011                          | Jeff Woolnough           | Aaron Martin                               |
| 10         | 10        | Mitgehangen, mitgefangen                | Mi Casa, Su Casa Loma    | 11. März 2009           | 10. März 2011                         | Chris Grismer            | Semi Chellas                               |
| 11         | 11        | Küssen verboten                         | She’s Lost Control       | 18. März 2009           | 17. März 2011                         | Phil Earnshaw            | Aaron Martin                               |
| 12         | 12        | Die Vampirjägerin                       | Erica the Vampire Slayer | 25. März 2009           | 27. März 2011                         | Holly Dale & Susan Dale  | Aaron Martin & Jana Sinyor                 |
| 13         | 13        | Leo                                     | Leo                      | 1. Apr. 2009            | 3. Apr. 2011                          | Chris Grismer            | Jana Sinyor                                |

## Staffel 2
Die Erstausstrahlung der zweiten Staffel war vom 22. September bis zum 8. Dezember 2009 auf dem kanadischen Sender CBC zu sehen. Die deutschsprachige Erstausstrahlung sendete der deutsche Free-TV-Sender ZDFneo vom 10. April bis zum 3. Juli 2011.
| Nr. (ges.) | Nr. (St.) | Deutscher Titel            | Originaltitel                          | Erstausstrahlung Kanada | Deutschsprachige Erstausstrahlung (D) | Regie                           | Drehbuch                                                                       |
| ---------- | --------- | -------------------------- | -------------------------------------- | ----------------------- | ------------------------------------- | ------------------------------- | ------------------------------------------------------------------------------ |
| 14         | 1         | Ein neuer Anfang           | Being Dr. Tom                          | 22. Sep. 2009           | 10. Apr. 2011                         | Alex Chapple                    | Aaron Martin & Jana Sinyor                                                     |
| 15         | 2         | Die Kunst zu Streiten      | Battle Royal                           | 29. Sep. 2009           | 17. Apr. 2011                         | Mary Murphy & Ron Murphy        | Jana Sinyor                                                                    |
| 16         | 3         | Mama Mia                   | Mama Mia                               | 5. Okt. 2009            | 1. Mai 2011                           | Mike McGowan & RoseMary McGowan | Shelley Scarrow                                                                |
| 17         | 4         | Risiken und Nebenwirkungen | Cultural Revolution                    | 13. Okt. 2009           | 8. Mai 2011                           | Chris Grismer                   | Karen McClellan                                                                |
| 18         | 5         | Außer Kontrolle            | Yes We Can                             | 20. Okt. 2009           | 15. Mai 2011                          | Rick Rosenthal                  | Aaron Martin                                                                   |
| 19         | 6         | Geheimnisse                | Shh… Don’t Tell                        | 27. Okt. 2009           | 22. Mai 2011                          | Jerry Ciccoritti                | Jessie Gabe & Aaron Martin                                                     |
| 20         | 7         | Experiment Zukunft         | The Unkindest Cut                      | 3. Nov. 2009            | 29. Mai 2011                          | David Wharnsby                  | Aaron Martin & Jana Sinyor                                                     |
| 21         | 8         | Rambazamba                 | Under My Thumb                         | 10. Nov. 2009           | 5. Juni 2011                          | Chris Grismer                   | Shelley Scarrow                                                                |
| 22         | 9         | Tiefe Gräben               | A River Runs Through It…It Being Egypt | 17. Nov. 2009           | 12. Juni 2011                         | Phil Earnshaw                   | Handlung: Aaron Martin & Jana Sinyor Schauspiel: James Hurst & Shelley Scarrow |
| 23         | 10        | Nicht ohne meine Tochter   | Papa Can You Hear Me?                  | 24. Nov. 2009           | 19. Juni 2011                         | Phil Earnshaw                   | Aaron Martin & Jana Sinyor                                                     |
| 24         | 11        | Auf und ab                 | What Goes Up Must Come Down            | 1. Dez. 2009            | 26. Juni 2011                         | Gary Harvey                     | Jessie Gabe & Lindsey Stewart                                                  |
| 25         | 12        | Auf zu neuen Ufern         | The Importance of Being Erica          | 8. Dez. 2009            | 3. Juli 2011                          | Chris Grismer                   | Aaron Martin & Jana Sinyor                                                     |

## Staffel 3
Die Erstausstrahlung der dritten Staffel war vom 21. September bis zum 15. Dezember 2010 auf dem kanadischen Sender CBC zu sehen. Die deutschsprachige Erstausstrahlung sendete der deutsche Free-TV-Sender ZDFneo vom 10. Juli bis zum 2. Oktober 2011.
| Nr. (ges.) | Nr. (St.) | Deutscher Titel           | Originaltitel           | Erstausstrahlung Kanada | Deutschsprachige Erstausstrahlung (D) | Regie          | Drehbuch                                                             |
| ---------- | --------- | ------------------------- | ----------------------- | ----------------------- | ------------------------------------- | -------------- | -------------------------------------------------------------------- |
| 26         | 1         | Nicht mehr allein         | The Rabbit Hole         | 21. Sep. 2010           | 10. Juli 2011                         | Holly Dale     | Aaron Martin & Jana Sinyor                                           |
| 27         | 2         | Sehnsucht nach gestern    | Moving On Up            | 28. Sep. 2010           | 17. Juli 2011                         | Rick Rosenthal | Handlung: Aaron Martin & Jana Sinyor Schauspiel: Kate Miles Melville |
| 28         | 3         | Auge um Auge              | Two Wrongs              | 5. Okt. 2010            | 24. Juli 2011                         | Holly Dale     | Handlung: Aaron Martin & Jana Sinyor Schauspiel: Sean Reycraft       |
| 29         | 4         | Immer wieder Kai          | Wash, Rinse, Repeat     | 12. Okt. 2010           | 31. Juli 2011                         | Rick Rosenthal | Handlung: Aaron Martin & Jana Sinyor Schauspiel: Esta Spalding       |
| 30         | 5         | Gewalt ist keine Lösung   | Being Adam              | 20. Okt. 2010           | 7. Aug. 2011                          | Jeff Woolnough | Handlung: Aaron Martin & Jana Sinyor Schauspiel: Ian Carpenter       |
| 31         | 6         | Kopflos ins Glück         | Bear Breasts            | 27. Okt. 2010           | 14. Aug. 2011                         | Alex Chapple   | Aaron Martin                                                         |
| 32         | 7         | Wiedersehen mit Jenny     | Jenny from the Block    | 3. Nov. 2010            | 21. Aug. 2011                         | Phil Earnshaw  | Aaron Martin                                                         |
| 33         | 8         | Dr. Toms Hütte            | Physician, Heal Thyself | 10. Nov. 2010           | 28. Aug. 2011                         | Chris Grismer  | Jana Sinyor                                                          |
| 34         | 9         | Betrügerische Absichten   | Gettin’ Wiggy Wit’ It   | 17. Nov. 2010           | 4. Sep. 2011                          | John Fawcett   | Handlung: Aaron Martin & Jana Sinyor Schauspiel: Jessie Gabe         |
| 35         | 10        | Inselfieber               | The Tribe Has Spoken    | 24. Nov. 2010           | 11. Sep. 2011                         | Kelly Makin    | Aaron Martin & Jana Sinyor                                           |
| 36         | 11        | Adam’s Family             | Adam’s Family           | 1. Dez. 2010            | 18. Sep. 2011                         | Chris Grismer  | Aaron Martin & Jana Sinyor                                           |
| 37         | 12        | Durchgeknallt             | Erica, Interrupted      | 8. Dez. 2010            | 25. Sep. 2011                         | Jeff Woolnough | Aaron Martin & Jana Sinyor                                           |
| 38         | 13        | Die Geister, die ich rief | Fa La Erica             | 15. Dez. 2010           | 2. Okt. 2011                          | Érik Canuel    | James Hurst & Shelley Scarrow                                        |

## Staffel 4
Die Erstausstrahlung der vierten Staffel war vom 26. September bis zum 12. Dezember 2011 auf dem kanadischen Sender CBC zu sehen. Eine Ausstrahlung im deutschsprachigen Raum gab es bisher nicht.
| Nr. (ges.) | Nr. (St.) | Deutscher Titel | Originaltitel                    | Erstausstrahlung Kanada | Deutschsprachige Erstausstrahlung (D) | Regie                | Drehbuch                                                                                  |
| ---------- | --------- | --------------- | -------------------------------- | ----------------------- | ------------------------------------- | -------------------- | ----------------------------------------------------------------------------------------- |
| 39         | 1         | —               | Doctor Who?                      | 26. Sep. 2011           | —                                     | Ken Girotti          | Aaron Martin & Jana Sinyor                                                                |
| 40         | 2         | —               | Osso Barko                       | 3. Okt. 2011            | —                                     | Gary Harvey          | Handlung: Aaron Martin & Jana Sinyor Schauspiel: James Hurst & Shelley Scarrow            |
| 41         | 3         | —               | Baby Mama                        | 10. Okt. 2011           | —                                     | Ken Girotti          | Handlung: Aaron Martin & Jana Sinyor Schauspiel: Julia Cohen                              |
| 42         | 4         | —               | Born This Way                    | 17. Okt. 2011           | —                                     | Gary Harvey          | Handlung: Aaron Martin & Jana Sinyor Schauspiel: Shelley Scarrow & James Hurst            |
| 43         | 5         | —               | Sins of the Father               | 24. Okt. 2011           | —                                     | Paul Fox & Maria Fox | Handlung: Aaron Martin & Jana Sinyor Schauspiel: Ian Carpenter                            |
| 44         | 6         | —               | If I Could Turn Back Time        | 31. Okt. 2011           | —                                     | Phil Earnshaw        | Handlung: Aaron Martin & Jana Sinyor Schauspiel: Graeme Manson                            |
| 45         | 7         | —               | Being Ethan                      | 7. Nov. 2011            | —                                     | Kari Skogland        | Aaron Martin & Jana Sinyor                                                                |
| 46         | 8         | —               | Please, Please Tell Me Now       | 14. Nov. 2011           | —                                     | John Fawcett         | Aaron Martin & Jana Sinyor                                                                |
| 47         | 9         | —               | Erica’s Adventures in Wonderland | 28. Nov. 2011           | —                                     | Paul Fox & Mary Fox  | Handlung: Aaron Martin & Jana Sinyor Schauspiel: Amanda Fahey, Aaron Martin & Jana Sinyor |
| 48         | 10        | —               | Purim →Begriffserläuterung       | 5. Dez. 2011            | —                                     | John Fawcett         | Handlung: Aaron Martin & Jana Sinyor Schauspiel: Amanda Fahey, Aaron Martin & Jana Sinyor |
| 49         | 11        | —               | Dr. Erica                        | 12. Dez. 2011           | —                                     | Chris Grismer        | Aaron Martin & Jana Sinyor                                                                |